# Berthold Brügge
Berthold Brügge (* 1. Oktober 1909 in Rostock; † 31. Mai 1979 ebenda) war ein deutscher Hörfunkautor in der DDR, der niederdeutsche Texte verfasste und auch für Zeitungen schrieb.

## Leben
Berthold Brügge wurde als Sohn eines Buchbinders geboren. Nach dem Besuch der Realschule in Rostock absolvierte er von 1924 bis 1927 eine Lehre zum Textilkaufmann. Anschließend war Brügge als Verkäufer und Dekorateur tätig. 1931 erkrankte er an Kinderlähmung. In den Jahren von 1932 bis 1934 war er Verkäufer. Bis zum Ende des Zweiten Weltkriegs war Brügge Bürobote, Zeichner und zuletzt Konstrukteur bei den Ernst Heinkel Flugzeugwerken in Rostock. Nach einem Aufenthalt in Dänemark von 1945 bis 1947 kehrte er nach Rostock zurück und arbeitete ab  1948 als Normensachbearbeiter im VVB Maschinenbau Metallwaren Rostock. Seit 1951 war Berthold Brügge als Konstrukteur in der Neptun Werft tätig. 1974 ging er in den Ruhestand.
Brügge verfasste für den Hörfunk Hörspiele und Funkszenen. Sowohl für Radio als auch Zeitungen schrieb er Kurzgeschichten, Erzählungen und Reportagen.  

### Buchveröffentlichung
Bei dieser Arbeit für Hörfunk und Presse entstand ein umfangreiches Erzählwerk, aus dem jedoch erst zwei Jahre vor seinem Tod der Band Mit Oll Topp bie Kap Huurn un anner Geschichten (1977) veröffentlicht wurde. Dieser wurde in den folgenden Jahren noch erweitert. Hauptsächlich das Fischer- und Seefahrermilieu und alltägliche Geschehnisse waren Gegenstand seiner Geschichten und Reportagen, die Titel wie Bloomen vör dat Warftdur oder De Kraepelstruuk trugen.
Brügge schrieb ebenfalls Lyrik, die bisweilen auch vertont wurde (z. B. Up de Mol).

## Bedeutung
Trotz nur einer Veröffentlichung in Buchform, ist Brügge bis heute als niederdeutscher Schriftsteller stark literaturwissenschaftlich wahrgenommen worden. So setzte sich Karl Homuth von der Universität Rostock noch in der DDR in Beobachtungen zum niederdeutschen Schrifttum Berthold Brügges mit Brügges Werk auseinander; nach der Wende erschienen z. B. stilistische Beobachtungen an Texten von Berthold
Brügge im Niederdeutschen Jahrbuch 121 (1998); zuletzt gab das Wossidlo-Archiv mit der  Abhandlung Mündliches Erzählen und Mundartliteratur (2002) Studien zu Fritz Reuter, Fritz Meyer-Scharffenberg und eben auch Berthold Brügge heraus. Auch heute noch ist Brügge Vorlesungs- und Seminarthema der Germanistik-,  Volkskunde- und Niederdeutschen Institute deutscher Universitäten.

## Werke
- Mit oll Topp bi Kap Huurn. Reportagen und Erzählungen in niederdeutscher Sprache für Hörfunk und Zeitungen. 3. Aufl. Rostock: Hinstorff, 1987.